# Mönstersamhälle

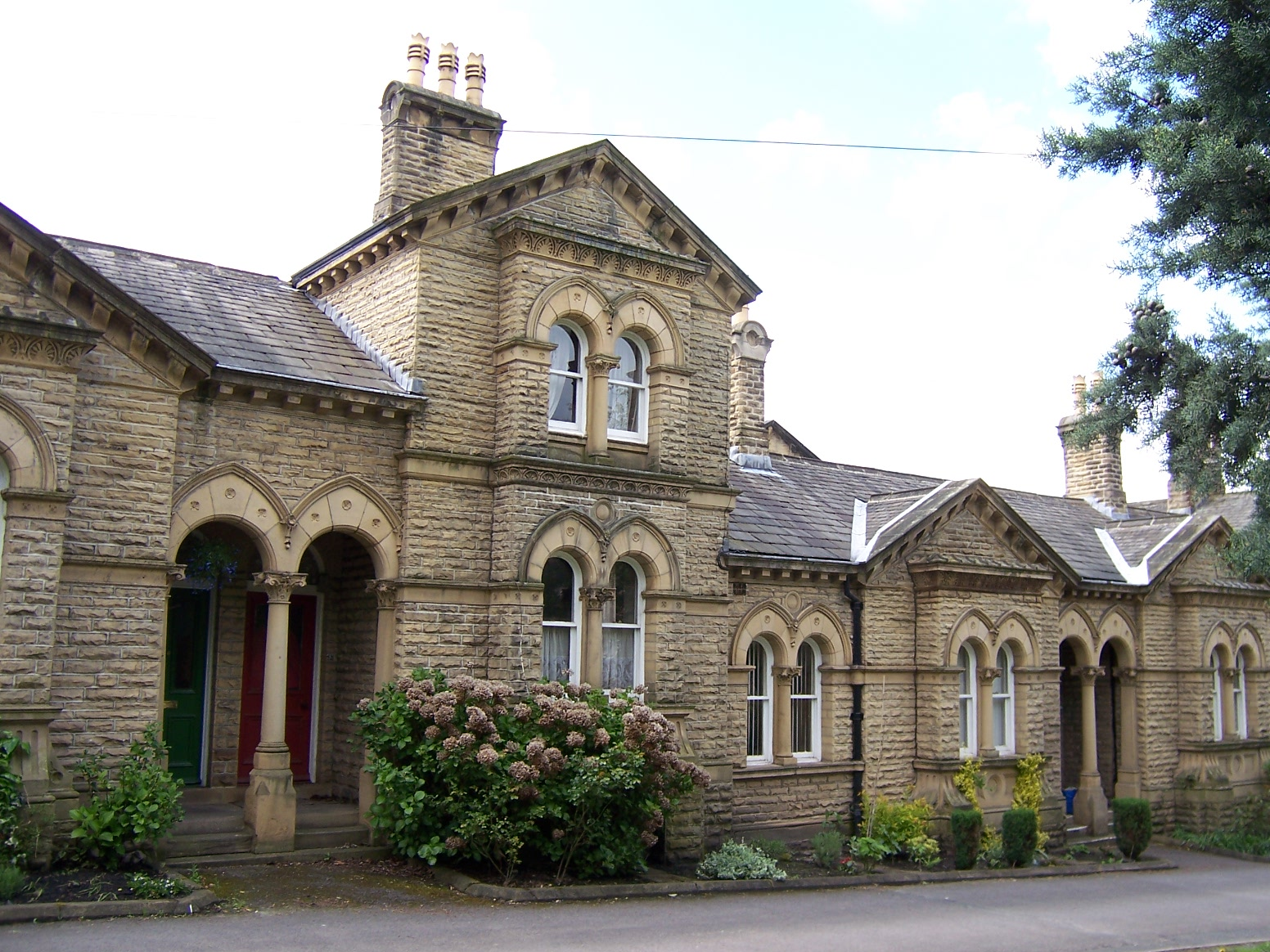
Fattigstuga i Saltaire i Yorkshire, typisk för hela samhällets arkitektur.

Ett mönstersamhälle eller modellby är ett samhälle uppbyggt för att bilda mönster för andra samhällen. Många mönstersamhällen från slutet av 1800-talet och början av 1900-talet är industrisamhällen där bostäderna har separerats från industrianläggningarna. Bostäderna är ofta relativt högkvalitativa, med integrerade samhällsbekvämligheter och attraktiva fysiska miljöer. 

## Europa

### Brittiska öarna

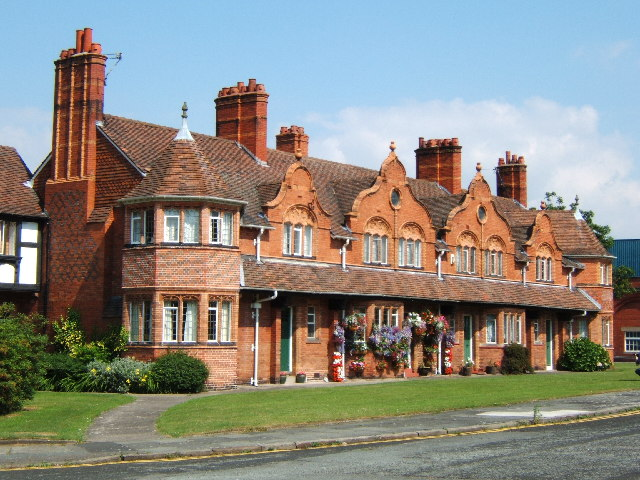
Ett exempel på hus vid Port Sunlight.

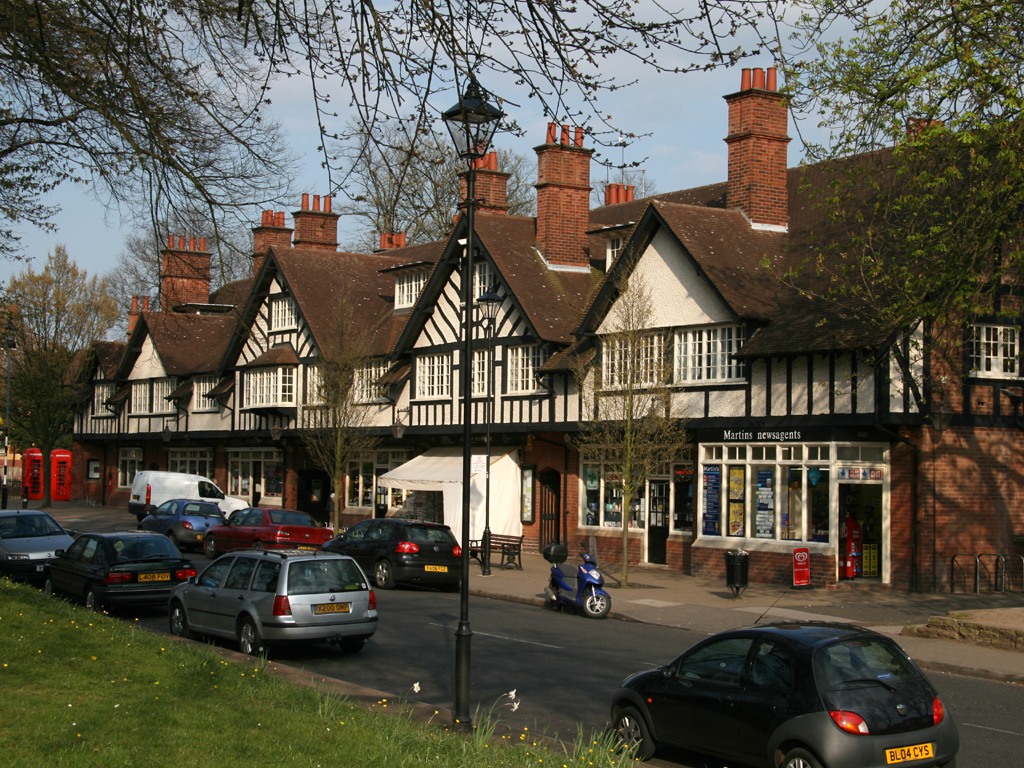
Typisk lokal butiksrad i byn Bournville.

Termen mönstersamhälle (engelska: model village) användes först av viktorianerna för att beskriva de nya bosättningarna som på 1700-talet skapades på landsbygden av det lantliga herrskapet. När markägare försökte förbättra sina gods av estetiska skäl skapades nya landskap, samtidigt som de fattigas stugor revs och byggdes upp på nytt utom synhåll från deras lanthusvyer. Nya byar skapades exempelvis vid Nuneham Courtenay, där byn byggdes om som bostäder i vanligt tegel på båda sidor om huvudvägen. Vid Milton Abbas flyttades byn och byggdes om i rustik stil, medan Blaise Hamlet i Bristol hade individuellt utformade byggnader, varav några med halmtak.
Swing Riots 1830 uppmärksammade dåliga bostäder på landsbygden med ohälsa och omoral, och markägare avkrävdes att förse stugorna med grundläggande sanitet. De bästa hyresvärdarna tillhandahöll boende, men många antog en paternalistisk attityd när de byggde modellbostäder och ställde sina egna krav på hyresgästerna; de tog ut låga hyror men betalade samtidigt låga löner.
När den industriella revolutionen inleddes såg industrimän som byggde fabriker på landsbygden, till så det restes bostäder åt arbetare samlade kring arbetsplatsen. Ett tidigt exempel på ett industriell mönstersamhälle var New Lanark byggd av Robert Owen. Filantropisk lagda kolgruveägare ordnade från början av 1800-talet anständigt boende åt gruvarbetarna. Earl Fitzwilliam, en paternalistisk ägare till kolgruvor, tillhandahöll hus nära sina kolgropar i Elsecar nära Barnsley som var "… av en klass överlägsen i storlek och arrangemang, och vad gäller bekvämligheter som är kopplade till arbetarklassens." De hade fyra rum och ett skafferi, och utanför en liten trädgård och svinstia.

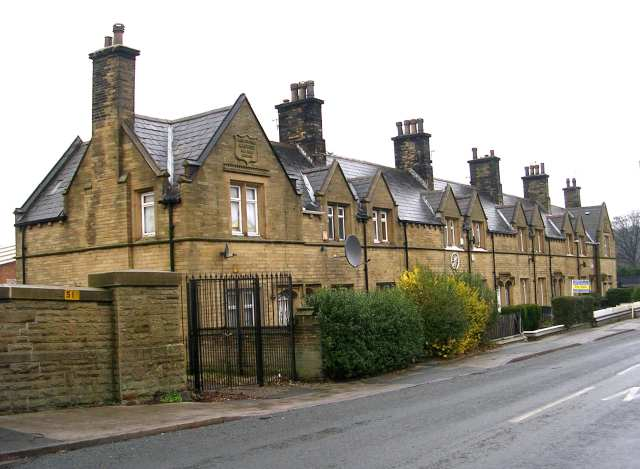
Fattighus i Ripley Ville i Yorkshire. Byggt 1881 och numera det enda återstående exemplet på byns arkitektur.

Andra mönstersamhällen etablerades av Edward Akroyd i Copley, mellan 1849 och 1853, och i Ackroyden 1861–1863. Akroyd samarbetade med Giles Gilbert Scott. Titus Salt byggde ett mönstersamhälle vid Saltaire. Henry Ripley, ägare till Bowling Dyeworks, började 1866 bygga Ripley Ville i Bradford. Industrisamhällen etablerades 1888 i Price's Village av Price's Patent Candle Company och på Aintree av Hartley's, som ägnade sig åt sylttillverkning. William Levers Port Sunlight hade en by med stora grönytor, och dess hus hade en idealiserat lantlig och folklig stil. Kväkar-relaterade industrialister som George Cadbury och Rowntree's byggde mönstersamhällen vid sina fabriker. Cadbury byggde Bournville mellan 1898 och 1905 och genom en andra fas från 1914, och New Earswick byggdes 1902 för Rowntree's.
När kolbrytningen expanderade byggdes samhällen för att hysa kolgruvearbetare. I Yorkshire byggdes Grimethorpe, Goldthorpe, Woodlands, Fitzwilliam och Bottom Boat för att hysa arbetare vid kolgruvorna. Arkitekten Percy B. Houfton, som utformade Woodlands och Creswell Model Villages, var inflytelserik i utvecklingen av trädgårdsstadsrörelsen.
På 1920-talet byggdes mönstersamhället Silver End i Essex, för Francis Henry Crittall. Dess hus utformades i art déco-stil med platta tak och Crittall-fönster.

### Tjeckien
Zlín, som ligger i Mähren, organiserades och byggdes av Tomáš Baťa. Byn var tänkt att hysa och effektivt organisera arbetarna vid skoföretaget Bata.

### Tyskland
Stadt des KdF-Wagens byggdes för Volkswagenfabriken. Den utvecklades senare till staden Wolfsburg.  

### Italien
Crespi d'Adda i regionen Lombardiet är en välbevarad arbetarby och världsarv sedan 1995. Den byggdes från grunden, med början 1878, för att tillhandahålla bostäder och sociala tjänster till arbetarna i en bomullstextilfabrik på stranden av floden Adda.

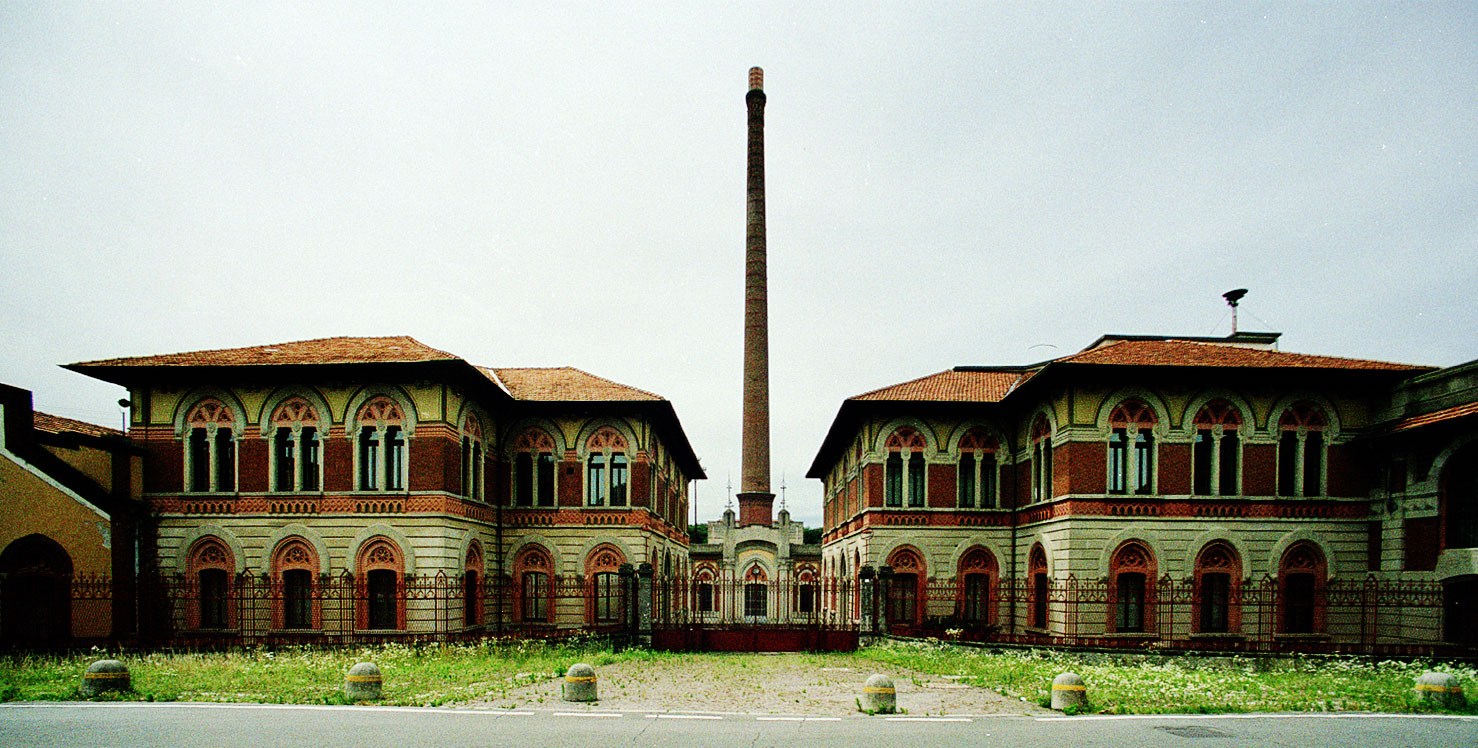
Crespi d’Adda

### Spanien
Nuevo Baztán utanför Madrid härstammar från en industrimans merkantilistiska och entreprenörmässiga ambitioner från tidigt 1700-tal. 

## Australien

### Australien
Cadbury's Chocolate Factory etablerade 1921 Cadbury's Estate i Claremont, Tasmanien.

### Nya Zeeland
Barrhill anlades av sin skotska ägare för arbetarna på hans stora fårfarm.